# Chéticamp River
Der Chéticamp River ist ein Fluss im Nordwesten von Cape Breton Island in der kanadischen Provinz Nova Scotia.

## Flusslauf
Der Chéticamp River bildet den Abfluss des Stausees Chéticamp Flowage auf der Hochebene der Cape Breton Highlands. Er fließt in überwiegend westlicher Richtung im äußersten Süden und später entlang der Südgrenze des Cape-Breton-Highlands-Nationalparks zur Westküste der Insel und zum Sankt-Lorenz-Golf. Der Cabot Trail überquert den Fluss nördlich der Ortschaft Chéticamp. Anschließend mündet der Chéticamp River in sein Ästuar, einer Lagune. Der Chéticamp River hat eine Länge von ungefähr 30 km. Er entwässert ein Areal von ca. 200 km². Der mittlere Abfluss am Pegel oberhalb Robert Brook beträgt 10,7 m³/s.

## Flussfauna
Der Chéticamp River bildet ein Laichgebiet des Atlantischen Lachses.

## Nutzung
Vom Stausee Chéticamp Flowage wird etwa ein Zehntel des Abflusses zu Zwecken der Wasserkraftnutzung zur Ostküste der Insel umgeleitet.